# Associazione Calcio Mortara 1950-1951
Questa voce raccoglie le informazioni riguardanti l'Associazione Calcio Mortara nelle competizioni ufficiali della stagione 1950-1951.

## Rosa
| N. |                   | Ruolo | Calciatore         |
| -- | ----------------- | ----- | ------------------ |
|    | Italia (bandiera) | A     | C.G. Biraghi       |
|    | Italia (bandiera) | A     | F. Bonelli         |
|    | Italia (bandiera) | A     | Aldo Collimedaglia |
|    | Italia (bandiera) | C     | E. Crippa          |
|    | Italia (bandiera) | A     | C. Fugini          |
|    | Italia (bandiera) | D     | U. Galletti        |
|    | Italia (bandiera) | C     | Luigi Mascherpa    |
|    | Italia (bandiera) | A     | M. Ravasi          |

| N. |                   | Ruolo | Calciatore     |
| -- | ----------------- | ----- | -------------- |
|    | Italia (bandiera) | D     | A. Re          |
|    | Italia (bandiera) | A     | Franco Rosa    |
|    | Italia (bandiera) | P     | Q. Rossi       |
|    | Italia (bandiera) | C     | M. Tacchini    |
|    | Italia (bandiera) | C     | F. Taccone     |
|    | Italia (bandiera) | A     | B. Vay         |
|    | Italia (bandiera) | P     | G. Zambelli    |
|    | Italia (bandiera) | A     | Renato Zorzolo |